# Kamanayakanahalli, Pandavapura
Kamanayakanahalli là một làng thuộc tehsil Pandavapura, huyện Mandya, bang Karnataka, Ấn Độ.